# Crisia sinclarensis
Crisia sinclarensis är en mossdjursart som beskrevs av Busk 1875. Crisia sinclarensis ingår i släktet Crisia och familjen Crisiidae. Inga underarter finns listade i Catalogue of Life.